# يان جيمس
يان جيمس هو منافس ألعاب قوى كندي، ولد في 17 يوليو 1963.

## وصلات خارجية
- يان جيمس على موقع الاتحاد الدولي لألعاب القوى (الإنجليزية)
- يان جيمس على موقع أوليمبيديا (الإنجليزية)